# Enyalioides cofanorum
Espèce
Enyalioides cofanorum est une espèce de sauriens de la famille des Hoplocercidae.

## Répartition
Cette espèce se rencontre en Équateur et en Colombie. 
Sa présence au Pérou est incertaine.

## Description
Le mâle mesure 101 mm sans la queue plus 118 mm de queue et la femelle de 107 mm sans la queue plus 120 mm de queue.

## Étymologie
Cette espèce est nommée en référence aux amérindiens A'i Cofán.

## Publication originale
- Duellman, 1973 : Descriptions of new lizards from the upper Amazon Basin. Herpetologica, vol. 29, p. 228-231